# Tim Guinee
Timothy S. "Tim" Guinee (Los Angeles, California, 18 de noviembre de 1962) es un actor estadounidense de cine, televisión y teatro, reconocido por aparecer en series de televisión como 24, Castle, Criminal Minds, The Following, Fringe y Smallville. Sus créditos en la pantalla grande incluyen producciones como John Carpenter's Vampires, Beavis and Butt-Head Do America, Iron Man, Blade y Stargate: The Ark of Truth.

## Filmografía seleccionada

### Televisión
- 24 (temporada 7)[2]
- Stargate sg1 (temporada 9 y  10, comandante Ori y marido de Vala Maldoran)
- Castle (temporada 4, episodio 19)
- The Closer (2010) como Sam Dodson
- Covert Affairs (temporada 2, episodio 3)
- CSI: Crime Scene Investigation (temporada 7, episodio 5) como Frank Berlin
- CSI: Nueva York (temporada 2, episodio 15; temporada 8, episodio 3) como Nathan Purdue / Chris Matthews
- CSI: Miami (temporada 3, episodio 19) como Carl Dawson
- Lie to Me (recurrente)
- El mentalista (piloto, como Tag Randolph)
- Smallville (temporada 7)
- The Following (temporada 3)
- Bones (temporada 11)
- The Punisher (temporada 1) como Clay Wilson

### Cine
- Beavis and Butt-Head Do America (1996)
- Blade (1998)
- Vampiros (1998)
- Iron Man (2008) como el Mayor Allen
- Stargate: The Ark of Truth (2998)
- Iron Man 2 (2010) como el Mayor Allen
- Ben Is Back (2018)
- Harriet (2019)
- Horizon: An American Saga - Capítulo 1 (2024)